# Materiale per tre esecutori e nastro magnetico
Materiale per tre esecutori e nastro magnetico è un album del gruppo musicale italiano Dedalus, pubblicato nel 1974.

## Tracce
Brani composti da Dedalus
Lato A
1. Rumore bianco – 0:31
2. Emergenza A – 1:53
3. Emergenza B – 4:41
4. Discorso su due piani – 2:51
5. Spazio di sei note – 5:30
6. Esserci – 7:15

Lato B
1. La bergera, da un canto popolare anonimo – 1:53
2. Con più frequenza – 2:46
3. Accordanza – 7:32
4. Improvvisazione per violoncello, sassofono tenore, batteria e percussioni – 8:28

## Musicisti
- Marco di Castri - sassofono tenore, sassofono soprano, chitarra elettrica preparata, armonica, flauto, oboe marocchino, plastubofono con fiati, nastro preparato
- Fiorenzo Bonansone - violoncello, pianoforte, pianoforte elettrico, voce, mandolino, accordion, arrangiamenti, ocarina soprano, plastubofono, bottiglia, nastro preparato
- Enrico Grosso - batteria, percussioni
- Ennio Bonansone - tecnico del suono